# Wojciech Wasiutyński

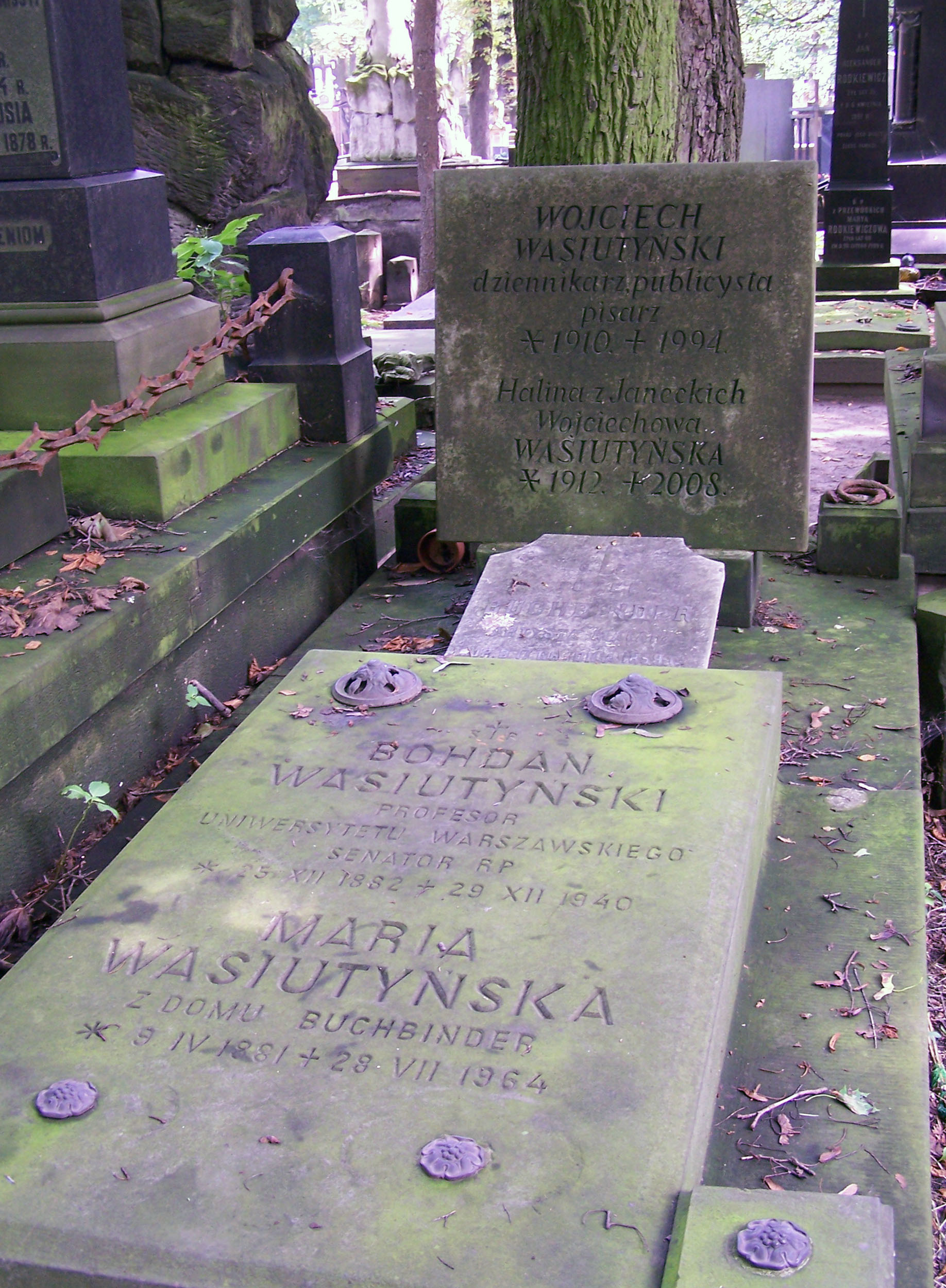
Grób Bohdana i Wojciecha Wasiutyńskich na Starych Powązkach

Wojciech Wasiutyński (ur. 8 września 1910 w Warszawie, zm. 19 sierpnia 1994 w Rye) – polski prawnik, publicysta i działacz katolicko-narodowy.

## Życiorys

### 1910–1932
Był synem profesora prawa Bohdana Wasiutyńskiego, aktywnego działacza Narodowej Demokracji i Marii, córki Józefa Buchbindera. Jego siostrą była Katarzyna Latałło. Dzieciństwo spędził w Warszawie, od 1921 mieszkał z rodzicami w Poznaniu, ale w 1924 powrócił z nimi do Warszawy i podjął naukę Gimnazjum im. Tadeusza Reytana w Warszawie. Maturę zdał w nim w 1928 i podjął studia na Wydziale Prawa Uniwersytetu Warszawskiego. Na studiach wstąpił do Obozu Wielkiej Polski i Korporacji Akademickiej „Aquilonia”. Od 1929 był sekretarzem redakcji pisma „Szczerbiec” propagującego idee OWP. W 1930 został sekretarzem Akademickiego Narodowego Komitetu Wyborczego, wspierającego kampanię Stronnictwa Narodowego do parlamentu. Również w 1930 został sekretarzem redakcji pisma „Akademik Polski”, którym faktycznie kierował (nominalnie redaktorem naczelnym był Jan Mosdorf). Od 1 stycznia 1932 był redaktorem naczelnym tego pisma, które było pismem młodych działaczy OWP. W tym samym roku ukończył studia. W czasie studiów współpracował także z „Gazetą Warszawską” i redagował w niej cotygodniowy dodatek akademicki.

### 1932–1939
Po studiach początkowo redagował antysemicki tygodnik „Wstęga”. Od 1933 publikował felietony i pracował w dzienniku „ABC”. Był jednym z czterech autorów deklaracji założycielskiej Obozu Narodowo-Radykalnego, ogłoszonej 14 kwietnia 1934, ale jej nie podpisał. Od czerwca 1934 redagował wydawane bez debitu pismo ONR „Sztafeta”. Po delegalizacji ONR został aresztowany we wrześniu 1934 i więziony przez dwa miesiące. W 1935 został sekretarzem redakcji tygodnika „Prosto z Mostu”, był pomysłodawcą nazwy pisma i jego felietonistą.  Zbiór tych felietonów opublikował w 1936 pt. Z duchem czasu. W 1935 został też zastępcą redaktora naczelnego „Wieczoru Warszawskiego”. W tym samym roku wsparł Bolesława Piaseckiego w tworzeniu Ruchu Narodowo-Radykalnego „Falanga”. W dalszym ciągu poza pracą w legalnych czasopismach redagował „Sztafetę”, a od jesieni 1935 uczestniczył w wydawaniu pisma RNR – „Ruch Młodych”.  W styczniu 1936 ożenił się z Haliną Janecką. W czerwcu tegoż roku obronił pracę doktorską Regal młynny w średniowiecznym prawie polskim. Po zwolnieniu z „Wieczoru Warszawskiego” w czerwcu 1936, od października tego roku redagował dziennik „Jutro”, po jego upadku od 1937 redagował w imieniu Bolesława Piaseckiego pismo „Falanga”, w dalszym ciągu publikował felietony w „Prosto z Mostu”. W 1937 należał do autorów programu RNR „Falangi”, w którym propagowano doktrynę totalistyczną, łączącą religię katolicką z nacjonalizmem. 24 maja 1937 urodziła mu się córka, Joanna. Pod koniec 1938 powrócił do redakcji „Wieczoru Warszawskiego”. Od stycznia 1939 razem ze Stanisławem Cimoszyńskim wydawał miesięcznik „Wielka Polska” i faktycznie rozstał się ze środowiskiem Bolesława Piaseckiego.

### 1939–1947
Po wybuchu II wojny światowej przedostał się na Węgry, gdzie działał w emigracyjnej strukturze Stronnictwa Narodowego, był członkiem Komitetu Politycznego SN, następnie przez Rumunię dotarł w styczniu 1940 do Francji. Pracował w Biurze Prac Politycznych Ministerstwa Spraw Kongresowych. W tym czasie w Polsce urodził mu się syn (w lutym 1940). Po upadku Francji znalazł się w Vichy, działał tam w SN, redagował pismo „Biuletyn Narodowy”, ponadto wydawał dwa biuletyny dla konspiracji wojskowej we Francji. Zagrożony aresztowaniem we wrześniu 1942 przedostał się do Wielkiej Brytanii. Od października 1942 był współpracownikiem pisma „Myśl Polska”. Po rocznej służbie wojskowej, jesienią 1943 został pracownikiem Ministerstwa Spraw Zagranicznych. Od września 1944 ponownie służył w wojsku, był referentem prasowym 1 Dywizji Pancernej, wydawał tam tygodnik „Defilada”. Od 1946 poza „Defiladą” wydawał miesięcznik „Salamandra”.

### 1947–1958
W 1947 powrócił do Wielkiej Brytanii, gdzie zamieszkał z żoną i dziećmi. Został nieformalnym redaktorem naczelnym „Myśli Polskiej” (formalnie kierował nią Tadeusz Bielecki), pisał także do tygodnika „Życie” i „Dziennika Polskiego”. W tym ostatnim piśmie przez pewien czas kierował także działem politycznym. Współpracował także z Rozgłośnią Polska Radia Wolna Europa, Głosem Ameryki. W 1954 został przedstawicielem Stronnictwa Narodowego w Tymczasowej Radzie Jedności Narodowej. Kierował też biurem informacji Egzekutywy Zjednoczenia Narodowego. Od 1947 był członkiem Centralnego Wydziału Wykonawczego SN. Był także prezesem Związku Dziennikarzy Polskich i sekretarzem Akcji Katolickiej. W 1954 otrzymał nagrodę literacką Stowarzyszenia Katolickiego „Veritas”.

### 1958–1994
W 1958 objął funkcję zastępcy kierownika nowojorskiej sekcji Radia Wolna Europa, którym był Karol Wagner-Pieńkowski. Ustąpił wówczas z funkcji partyjnych i politycznych piastowanych w Wielkiej Brytanii. W 1961 założył razem z Bogdanem Gajewiczem Instytut Romana Dmowskiego w Nowym Jorku i został jego prezesem. W 1970 otrzymał Nagrodę Związku Dziennikarzy RP. Po likwidacji nowojorskiej sekcji RWE w 1973, został na początku 1974 redaktorem naczelnym „Nowego Dziennika” i sprawował tę funkcję przez rok. Następnie przeszedł na emeryturę, pozostał jednak czynnym publicystą. Od 1976 do 1981 publikował felietony w „Wiadomościach” pt. Beczka Danaid. Otrzymał za nie Nagrodę Wiadomości w 1978. Pisał też do „Myśli Polskiej”. W 1979 wsparł aktywnie środowisko Ruchu Młodej Polski. Latem 1986 po raz pierwszy od 1939 odwiedził Polskę. W 1989 wsparł powołanie Zjednoczenia Chrześcijańsko-Narodowego. W 1990 otrzymał Nagrodę „Kultury” im. Juliusza Mieroszewskiego. Publikował w tygodniku „Młoda Polska”, „Nowym Świecie”, „Słowie” i „Życiu Warszawy”.
Zmarł w 1994 w Rye (Nowy Jork). Pochowany na cmentarzu Powązkowskim w Warszawie (kwatera 30 wprost-2-5). Pośmiertnie odznaczony został Krzyżem Komandorskim Orderu Zasługi Rzeczypospolitej Polskiej (29 września 1994).
Archiwum Wojciecha Wasiutyńskiego znajduje się w Archiwum Emigracji w Bibliotece Uniwersyteckiej w Toruniu.

## Publikacje
- Naród rządzący, Warszawa: Dom Książki Polskiej 1935 [1934].
- Regal młynny w średniowiecznym prawie polskim, Warszawa 1936. Prace Seminarium Dawnego Polskiego Prawa Sądowego Uniwersytetu Warszawskiego, nr 6.
- Z duchem czasu, Warszawa: „Prosto z Mostu” 1936.
- Zagadnienie ziem wschodnich, Warszawa: „Ruch Młodych” 1936.
- Między 3 Rzeszą a 3 Rusią, Warszawa: „Rój” 1939 [1938].
- Świat dokoła Polski : opowiadanie o współczesnej Europie, Łomża: Biblioteka Dobrych Książek 1939.
- (pod pseudonimem: Paweł Janecki) Zagadnienie organizacji Europy Środkowej, Francja 1941.
- Tysiąc lat polityki polskiej, Monachium: „Słowo Polskie” 1946.
- Ruiny i fundamenty, Londyn: Biblioteka Książki Polskiej 1947.
- W służbie narodowi, Londyn: „Myśl Polska” 1948.
- Listy o ludziach, Londyn: „Myśl Polska” 1955.
- „Katolicy społecznie postępowi”, Londyn: Instytut Polski Akcji Katolickiej w Wielkiej Brytanii 1956.
- Libido i lojalność w polityce, Londyn: „Myśl Polska” 1961.
- Millenium> Tysiąclecie Polski chrześcijańskiej 966–1966, Londyn: Komitet Tysiąclecia Polski Chrześcijańskiej 1964.
- Nowy świat: Ameryka 1958-1966, Londyn: Polska Fundacja Kulturalna 1967.
- Ziemia jest ciałem niebieskim : myśli posoborowe, Londyn: Veritas 1972.
- Źródła niepodległości, Londyn: Instytut Romana Dmowskiego 1977.
- (redakcja) Słownik polityczny, pod red. Wojciecha Wasiutyńskiego, Gdańsk: „Młoda Polska” 1980.
- Rozważania o nacjonalizmie, Gdańsk: „Młoda Polska” 1981.
- Czwarte pokolenie : szkice z dziejów nacjonalizmu polskiego, Londyn: Odnowa 1982.
- O program większości, Londyn: Odnowa 1986.
- Skończył się wiek dwudziesty, Gdańsk: „KAW & Exter” przy współpracy z Wydawnictwem Gdańskim 1991.
- Prawą stroną labiryntu : fragmenty wspomnień, oprac. i red. Wojciech Turek, wstęp Wiesław Walendziak, Gdańsk: „Exter” 1996.
- Dzieła wybrane, t.1-2, oprac. i red. Wojciech Turek, wstęp Wojciech Turek, Wiesław Walendziak, Gdańsk: „Exter”, 1999–2000.